# 格利納鄉 (伊爾福夫縣)
44°23′N 26°15′E / 44.383°N 26.250°E
格利納鄉（羅馬尼亞語：Comuna Glina, Ilfov），是羅馬尼亞的鄉份，位於該國南部，由伊爾福夫縣負責管轄，面積29平方公里，海拔高度68米，2007年人口6,746，人口密度每平方公里234人。